# Mười tám nước

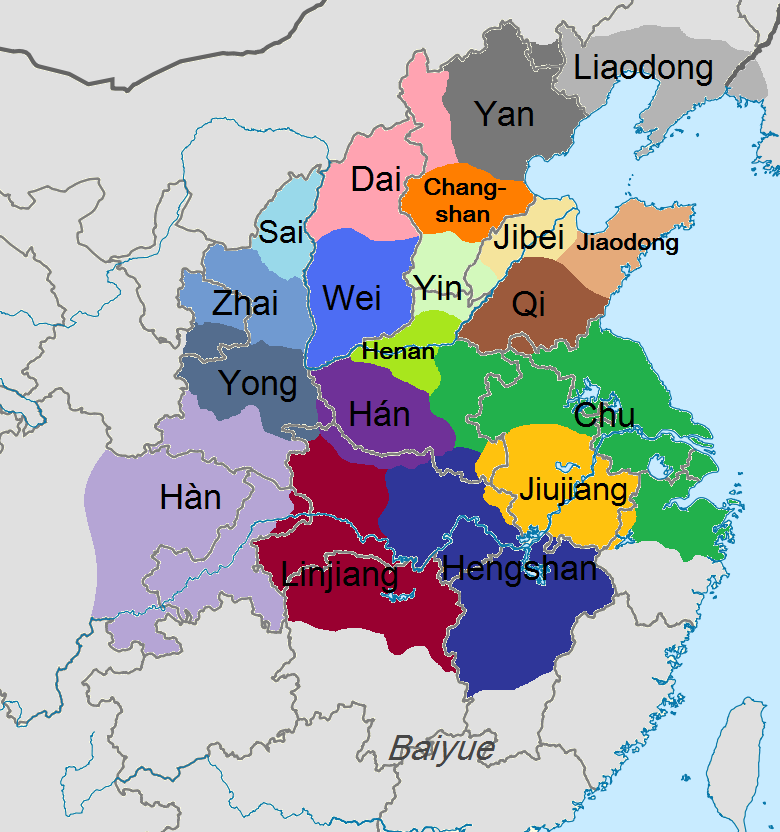
Vị trí ước tính của Mười tám nước.

Mười tám nước (十八国), còn được gọi là Thập bát quốc, được dùng để đề cập đến mười tám quốc gia phong kiến tạo ra bởi Hạng Vũ ở Trung Quốc vào năm 206 TCN sau sự sụp đổ của triều Tần . Chi tiết về các quốc gia này như sau:
| Tên        | Tên (bính âm) | Tên (tiếng Trung) | Người cai trị                                               | Vị trí (ở Trung Quốc ngày nay)                                           |
| ---------- | ------------- | ----------------- | ----------------------------------------------------------- | ------------------------------------------------------------------------ |
| Tây Sở     | Chu           | 西楚              | Hạng Vũ                                                     | Giang Tô, phía bắc An Huy, phía bắc Chiết Giang, phía đông và nam Hà Nam |
| Hán        | Hàn           | 漢                | Lưu Bang                                                    | Tứ Xuyên, Trùng Khánh, phía nam Thiểm Tây                                |
| Ung1       | Yong          | 雍                | Chương Hàm (tướng nhà Tần)                                  | trung tâm Thiểm Tây và phía đông Cam Túc                                 |
| Tắc1       | Sai           | 塞                | Tư Mã Hân (tướng nhà Tần)                                   | phía đông bắc Cam Túc                                                    |
| Địch1      | Zhai          | 翟                | Đổng Ế (tướng nhà Tần)                                      | phía bắc Cam Túc                                                         |
| Hành Sơn   | Hengshan      | 衡山              | Ngô Nhuế (quan chức nhà Tần hỗ trợ bởi tộc người Bách Việt) | phía đông Hồ Bắc, Giang Tây                                              |
| Hàn        | Hán           | 韓                | Hàn Thành (quý tộc nước Hàn)                                | phía tây nam Hà Nam                                                      |
| Đại        | Dai           | 代                | Triệu Khế (quý tộc nước Triệu)                              | phía bắc Sơn Tây, phía tây bắc Hà Bắc                                    |
| Hà Nam     | Henan         | 河南              | Thân Hán (quan chức nước Triệu)                             | phía tây bắc Hà Nam                                                      |
| Thường Sơn | Changshan     | 常山              | Trương Nhĩ (quan chức nước Triệu)                           | trung tâm Hà Bắc                                                         |
| Ân         | Yin           | 殷                | Tư Mã Ngang (tướng Triệu)                                   | phía bắc Hà Nam, phía nam Hà Bắc                                         |
| Tây Nguỵ   | Wei           | 西魏              | Ngụy Báo (quý tộc nước Nguỵ)                                | phía bắc Sơn Tây                                                         |
| Cửu Giang  | Jiujiang      | 九江              | Anh Bố (tướng Sở)                                           | trung tâm và phía nam An Huy                                             |
| Lâm Giang  | Linjiang      | 臨江              | Cung Ngao (tướng Sở)                                        | phía tây Hồ Bắc, phía bắc Hồ Nam                                         |
| Yên        | Yan           | 燕                | Tạng Đồ (tướng Yên)                                         | phía bắc Hà Bắc, Bắc Kinh, Thiên Tân                                     |
| Liêu Đông  | Liaodong      | 遼東              | Hàn Quảng (quý tộc nước Yên)                                | phía nam Liêu Ninh                                                       |
| Tề2        | Qi            | 齊                | Điền Đô (tướng Tề)                                          | phía tây và trung tâm Sơn Đông                                           |
| Giao Đông2 | Jiaodong      | 膠東              | Điền Phất (quý tộc nước tề)                                 | phía đông Sơn Đông                                                       |
| Tế Bắc2    | Jibei         | 濟北              | Điền An (chỉ huy nghĩa quân nước Tề)                        | phía bắc Sơn Đông                                                        |

Mười tám nước này tồn tại trong một thời gian ngắn ngủi: Điền Vinh của nước Tề chinh phục Giao Đông và Tế Bắc, thống nhất lại nước Tề cũ. Trong khi đó Hạng Vũ giết Sở Nghĩa Đế và vua Hàn Thành của nước Hàn. Tiếp đó Lưu Bang của nước Hán chinh phục lãnh thổ của Tam Tần, từ đó bắt đầu chiến tranh Hán-Sở. Sau nhiều trận chiến và thay đổi liên minh, Hán đã đánh bại Sở và chinh phục tất cả các vương quốc khác, với Lưu Bang lên làm Hoàng đế đầu tiên của nhà Hán vào năm 202 TCN.